# Clotiapina
La clotiapina è un antipsicotico atipico di sintesi, strutturalmente simile alla olanzapina, appartenente alla classe chimica delle dibenzotiazepine.
Viene venduto con i nomi commerciali Etumina, Etumine, Entumin, Etomine, Entumine nelle forme farmacologiche di gocce orali, compresse e soluzione iniettabile per uso intramuscolare od endovenoso.

## Farmacodinamica
La clotiapina ha azione di tipo neurolettico e si contraddistingue per le proprietà e le caratteristiche fondamentali proprie dei neurolettici maggiori, per molti aspetti simili a quelle delle fenotiazine. Il farmaco possiede un intenso effetto sedativo, una marcata azione ansiolitica con riduzione del livello di attività psicomotoria e regola il ritmo sonno/veglia.
Oltre ad alleviare l'ansia e il senso di tensione, il composto presenta anche una buona azione antipsicotica, aiutando il soggetto a ristabilire un corretto contatto con l'ambiente circostante.

## Farmacocinetica
Sperimentazioni su animali di laboratorio (topi e ratti) hanno messo in rilievo che il farmaco, somministrato per via endovenosa o orale, viene assorbito velocemente ed ampiamente dal tratto gastrointestinale. 
L'eliminazione dall'organismo avviene prevalentemente attraverso le feci ed in misura minore con le urine. Nell'arco di 24 ore viene eliminata circa l'80-90% della dose somministrata.

## Tossicologia
I valori della DL50 per via orale sono: nel topo, 272 mg/kg; nel ratto, 480 mg/kg; nella cavia, 154 mg/kg.

## Usi clinici
Si somministra per via orale oppure per via endovenosa lenta o per via intramuscolare profonda, in dosi pari a 40–120 mg al giorno.
La clotiapina trova indicazione nel trattamento delle psicosi acute: soggetti in stato confusionale e deliranti, con accessi maniacali oppure in stato di eccitazione psicomotoria.

Utile nel trattamento della schizofrenia acuta e delle riesacerbazioni delle psicosi croniche e delle psicosi paranoidee.
Può trovare impiego anche nei soggetti affetti da marcato stato d'ansia.

## Effetti collaterali e indesiderati
Tra gli effetti avversi più frequenti si segnalano ipotensione ortostatica, cardiopalmo, sincope oltre a secchezza delle fauci, visione alterata, stipsi, questi ultimi disturbi di tipo anticolinergico, tendenzialmente più frequenti all'inizio del trattamento.
In rari casi il trattamento con clotiapina può comportare un prolungamento del QT e talvolta gravi aritmie ventricolari (torsione di punta, tachicardia ventricolare, fibrillazione ventricolare) fino a giungere all'arresto cardiaco.
È anche possibile che si verifichi morte improvvisa, probabilmente secondaria ad una delle citate aritmie.
Durante il trattamento con frequenza relativamente rara si possono manifestare effetti a carico del sistema nervoso centrale e tra questi sedazione oppure al contrario agitazione e stato confusionale, sintomi extrapiramidali (segni di parkinsonismo), tremore, rigidità o acatisia.
È possibile si verifichi anche distonia, specialmente nei bambini, con spasmi dei muscoli del collo e del tronco, torcicollo, crisi oculogire, opistotono, trisma, spasmi muscolari ed in particolare carpo-podalici.
Anche in corso di trattamento con clotiapina, così come con altri farmaci antipsicotici e specialmente antipsicotici atipici, è stata segnalata la possibilità che si verifichi un complesso di sintomi, potenzialmente fatale, nota con il nome di sindrome neurolettica maligna (SNM).

## Controindicazioni
Il composto è controindicato nei soggetti con ipersensibilità nota al principio attivo oppure ad uno qualsiasi degli eccipienti utilizzati nella formulazione farmacologica.
Controindicato anche in caso di soggetti con depressione marcata del sistema nervoso centrale (SNC) oppure in stato comatoso, specialmente se indotto da sostanze o farmaci quali etanolo, barbiturici, oppiacei, benzodiazepine ed altri.

## Sintesi

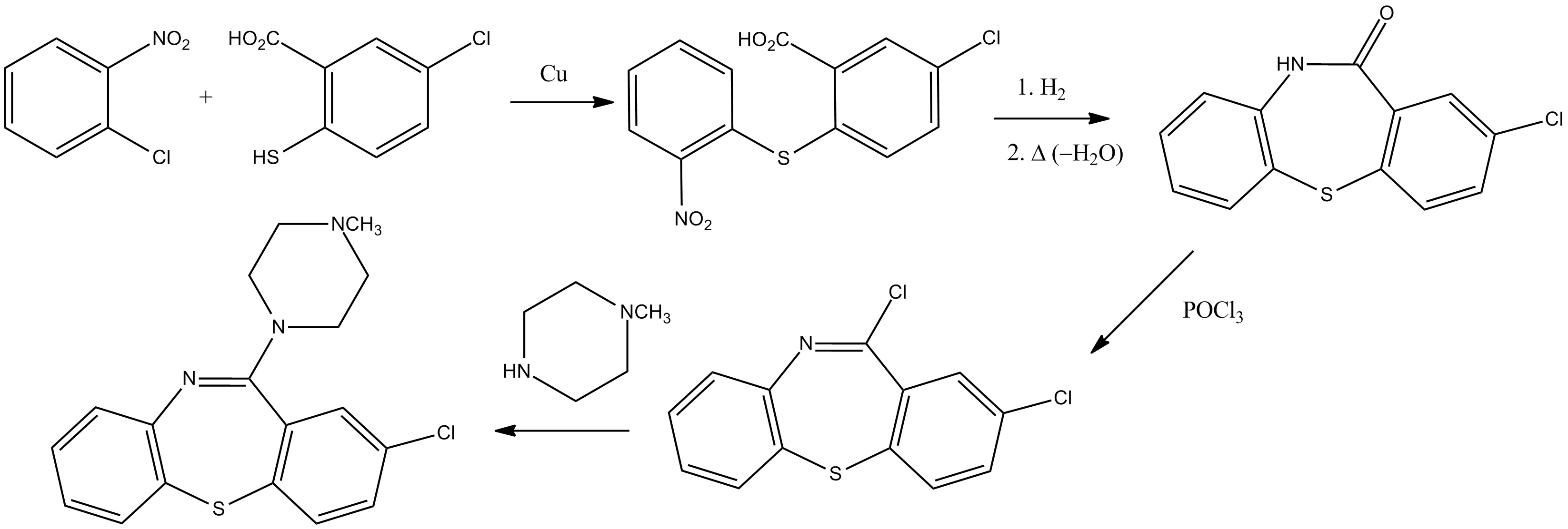
Synthesis of clotiapine